# Diocèse de Kaposvár
Le diocèse de Kaposvár (latin : Dioecesis Kaposvarensis, hongrois : Kaposvári egyházmegye) est situé au sud-ouest de la Hongrie autour de la ville de Kaposvár. Le diocèse est un siège de l'Église catholique en Hongrie, suffragant de l'archidiocèse de Veszprém. Depuis 2017, il est gouverné par l'évêque László Varga (de).

## Territoire

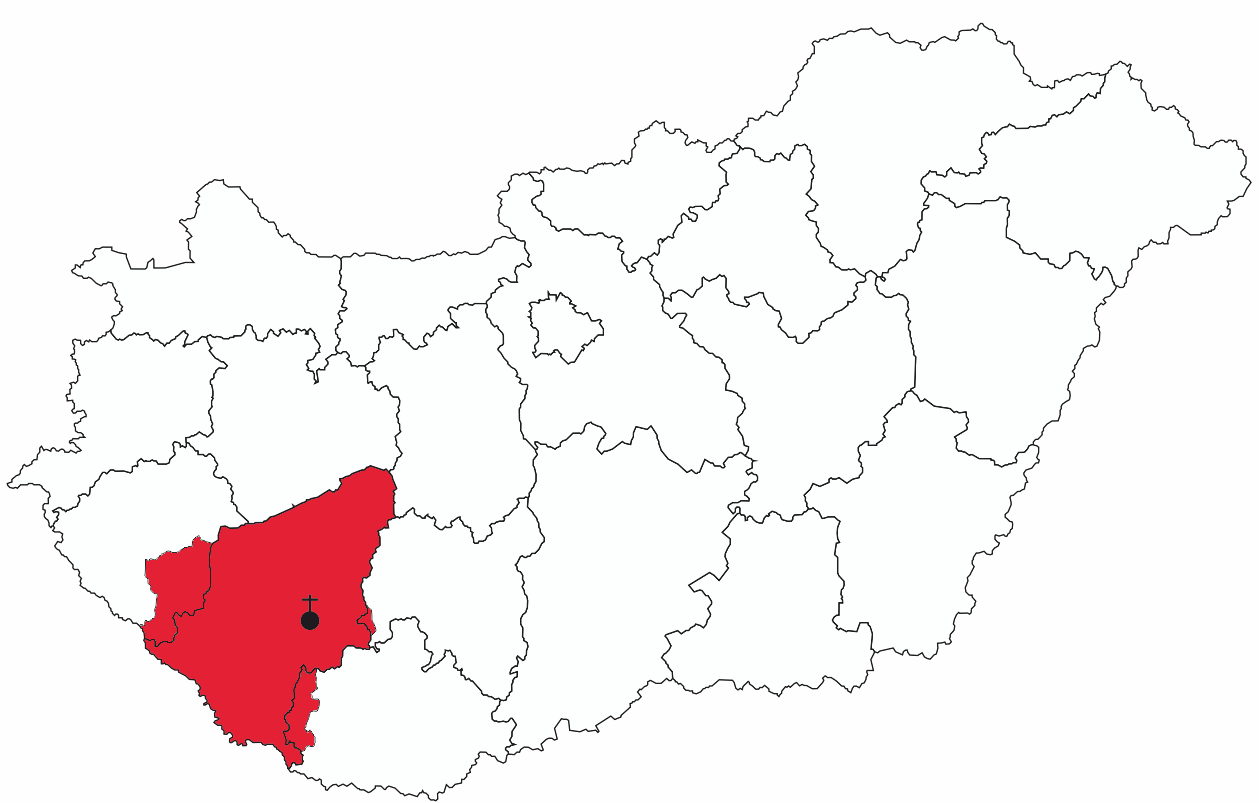
Localisation du diocèse.

Le diocèse comprend la totalité du comitat hongrois de Somogy, et de plus petites parties de ceux de Baranya, Tolna et Zala.
Le siège de l'évêché est la ville de Kaposvár, où se trouve la cathédrale Notre-Dame-de-l'Assomption.
Le territoire couvre 6 764 km², et il est divisé en 103 paroisses, servies par 103 prêtres et 9 diacres (en 2023). 

## Historique
Le diocèse a été érigé le 31 mai 1993 par la bulle Hungarorum gens du pape Jean-Paul II, prenant son territoire du diocèse de Veszprém, élevé en même temps au rang d'archidiocèse métropolitain.

## Évêque
- Béla Balás (31 mai 1993 - 25 mars 2017)
- László Varga, depuis le 25 mars 2017